# Wensin
Wensin er en by og en kommune i det nordlige Tyskland, beliggende i Amt Trave-Land under Kreis Segeberg. Kreis Segeberg ligger i den sydøstlige del af delstaten Slesvig-Holsten.

## Geografi
Wensin ligger ved nordbredden af Wardersee, omkring otte kilometer nordøst for Bad Segeberg ved Bundesstraße B432 mellem Bad Segeberg og Scharbeutz. I kommunen ligger ud over Wensin, landsbyen Garbek.